# 刘枟
刘枟，山西安邑人，清朝政治人物。荫生。
刘枟曾于1674年接替陈殊训任松江府知府一职，1675年由刘名标接任。